# Sackkiefler
Als Sackkiefler (Entognatha) wird die zusammengefasste Gruppe aus Beintastlern, Doppelschwänzen und Springschwänzen innerhalb der Sechsfüßer genannt. 
Als Begründung für diese Taxon-Bildung gilt eine Mundtasche, in der die Mundwerkzeuge liegen und die bei allen drei Gruppen vorhanden ist. Gebildet wird die Tasche durch seitliche Faltungen der Kopfkapsel, die nach hinten mit dem Labium verwachsen ist. Dadurch werden die Mandibeln und die Maxillen in die Kopfkapsel eingezogen und meist zu Stech- und Spatelwerkzeugen modifiziert.
Die Sackkiefler werden den Insekten (Insecta) als Schwestergruppe gegenübergestellt. Innerhalb der Entognatha werden die Springschwänze und die Beintastler als Ellipura zusammengefasst und den Doppelschwänzen gegenübergestellt. Als Hauptargument für diese Gruppe werden neben verschiedenen weiteren Reduktionsmerkmalen die fehlenden Hinterleibsanhänge und die Verschmelzung des Unterschenkels (Tibia) mit dem Fuß (Tarsus) zum Tibiotarsus angeführt.
Die Sackkiefler sind als Taxon umstritten, besonders die Stellung der Doppelschwänze innerhalb der Sechsfüßer ist bislang nicht vollständig geklärt und wird kontrovers diskutiert. Obwohl die gängigste Einordnung der Doppelschwänze innerhalb der Sackkiefler stattfindet, gibt es mindestens eine alternative Hypothese (Kukalová-Peck, 1987). Nach dieser könnten auch die Diplura allein als Schwestergruppe der Insekten angesehen werden, während ein gemeinsames Taxon namens Ellipura wiederum als Schwestergruppe dieser beiden Gruppen angesehen werden könnte. Als begründendes Merkmal wird hier die evolutionär unterschiedliche Anzahl der Beinteile angesehen, die mit den Unterleibsplatten des Hinterleibs verschmolzen sind. Dieses Merkmal und damit die Hypothese sind allerdings sehr umstritten. 
Sollte sich diese Hypothese bewahrheiten, müssen die Sackkiefler als Taxon aufgelöst werden.
Eine Gegenüberstellung beider taxonomischer Ansätze findet sich unter Systematik der Sechsfüßer.